# Valpskatt
Valpskatt kallades den omsättningsskatt på aktiemäklarnas egen handel ("handel i eget lager") med aktier och räntebärande papper som infördes i Sverige 1987. 
Skatten avskaffades den 1 december 1991 tillsammans med den ordinarie omsättningsskatten på värdepapper som införts 1983, då en stor del av handeln flyttat utomlands.
Omsättningsskattens officiella namn var Lag (1983:1053) om skatt på omsättning av vissa värdepapper och valpskatten tillkom genom regeringens proposition 1987/88:156 om ändringar i lagen (1983:1053) om skatt på omsättning av vissa värdepapper. Båda upphävdes av Regeringen Carl Bildt genom SFS 1991:1466. Skattesatsen var för aktier 0,5 % per köp eller försäljning, alltså 1 % per aktieinnehav som man köpt och sedan sålt. För optioner det dubbla, och för räntebärande papper 0,15 % per köp eller försäljning.
Uttrycket finansvalp myntades också 1987, gjordes allmänt känt av Stig Malm och fick ge namn till denna skatt som direkt slog mot mäklarna själva.
Kring 2011-2012 hade begreppet valpskatt blivit synonymt med alla typer av omsättningsskatt på värdepapper. Vissa EU-länder föreslog då en sådan skatt i hela EU, dock på minst 0,01 %.